# Bistar
Bistar (Servisch cyrillisch Бистар) is een plaats in de Servische gemeente Bosilegrad. De plaats telt 174 inwoners (2002).